# Lykurgische Reformen
Lykurgische Reformen beschreiben die angeblich zwischen 650 v. Chr. und 550 v. Chr. von Lykurg (der wahrscheinlich eine mythische und keine historische Persönlichkeit ist) erlassenen Gesetze im antiken Sparta.

## Sage
Der Sage nach bereiste Lykurg das griechische Umland und lernte zahlreiche andere Gesetze kennen, aus denen er neue Gesetze für seinen Heimatstaat Sparta schuf. Er stellte die Gesetze mit der Bedingung auf, sie nicht zu ändern, bis er von seiner nächsten Reise zurückgekehrt sei, kehrte aber von dieser Reise nie zurück. Deswegen (und wegen der starken Selbsterhaltungskraft der Gesetze) wurden sie im antiken Sparta nicht verändert, sondern (bereits im Niedergang der Stadt) komplett verworfen.
Der Mythos Lykurg wurde vor allem geschaffen, um eine Erklärungsgrundlage für die tatsächlich einmalige Verwandlung des spartanischen Staates zu schaffen.

## Historische Hintergründe
Sparta hatte in den zwei messenischen Kriegen mit Lakonien (das Umland) und Messenien (den Nachbarstaat im Westen) die Kontrolle über fremde Stämme erlangt und lebte in ständiger Angst vor deren Erhebung. Hinzu kam, dass die soziale Ordnung durch Erbteilung gefährdet war und große Städte (allen voran Athen) einen enormen Einfluss in Griechenland ausübten.

## Inhalt der Gesetze

### Soziale Ordnung
Die Gesetzessammlung ist freilich so, wie sie bestand, nicht auf einmal angeordnet, sondern allmählich entstanden. Sie stellte den inneren Frieden her und begründete  eine neue Staatsordnung auf der Vorherrschaft und strengen Organisation der dorischen Herrenbevölkerung, der Spartiaten. Diese wurden in der Mitte des Landes vereinigt und 4.500 (später 9.000) gleiche Ackerlose unter sie verteilt, über welche sie weder durch Kauf oder Verkauf, noch durch Schenkung oder Testament frei verfügen durften. Sinn dieser Aufteilung war die Verhinderung einer neuen Besitzkonzentration und eine neue Armut.
Sie waren in die drei Phylen der Hylleer, Pamphyler und Dymanen, diese wieder in zehn Oben geteilt und an Rang und Rechten einander gleich. Außer den Spartiaten gab es noch zwei untergeordnete Klassen der Bevölkerung, Periöken und Heloten. 
Die Periöken (gr. Umwohner, aus den umliegenden Gebieten) waren persönlich frei, aber ohne Anteil am Stimmrecht in der Volksversammlung und an den Ehrenrechten, leisteten Zins an den König und wurden mit den Spartiaten zur Verteidigung des Vaterlandes aufgeboten. 
Die Heloten waren Leibeigene des Staats und wurden hauptsächlich dazu verwandt, die Ländereien der Spartiaten zu bebauen und Letztere im Krieg als Leichtbewaffnete zu begleiten. Zur Zeit der Blüte Spartas zählte man an Einwohnern ungefähr 40.000 Spartiaten, 120.000 Periöken und 200.000 Heloten.

### Rechtsordnung
Die ursprüngliche Lykurgische Verfassung soll als Institutionen nur das Doppelkönigtum, die Gerusia („Rat der Alten“) und die Apella (Volksversammlung) vorgesehen haben. Zu späterer Zeit soll ein König als zusätzliches demokratisches Element das Ephorat (fünf Beamte) geschaffen haben, um den bislang politisch so gut wie rechtlosen Spartiaten den Eindruck einer politischen Mitsprache zu geben. Nach der Vorstellung Aristoteles’ stellte diese Kombination aus monarchischen, aristokratischen und demokratischen Elementen die perfekte Staatsform dar.
Tatsächlich hatte diese Verfassung jedoch kaum demokratische Züge.
Die Staatsoberhäupter waren zwei Könige (je einer aus dem Haus der Agiaden und dem Haus der Eurypontiden), die gleichberechtigt die Ämter des Richters, Heerführers und Hohepriesters vereinten. In früherer Zeit scheint die Macht der Könige umfassender gewesen zu sein, bevor sie diese immer mehr zu Gunsten der Ephoren abgeben mussten. Zudem wird vermutet, dass die Monarchen ursprünglich nur aus gewöhnlichen Adelsfamilien stammen, die es aber schafften, sich vom restlichen Adel abzuheben.
Die Gerusia bestand aus 30 „Alten“ einschließlich der Könige, die jedoch nur normales Stimmrecht besaßen. Offiziell oblag die politische Entscheidungsgewalt beim Volk, doch hatte nur der Rat der Alten das Recht, Gesetzes- und Handlungsvorschläge zu formulieren und einzureichen. Zudem konnte er die Volksversammlung auflösen, wenn deren Beschluss nach dem Ermessen der Alten dem „Wohle des Staates“ zuwiderlief. Das Mindestalter, um in den Rat der Alten gewählt werden zu können, betrug etwa 60 Jahre (daher der Name), was angesichts der häufigen Kriege Spartas eine starke Beschränkung passiven Wahlrechts bedeutete.
Die Apella bildete die Volksversammlung aller stimmberechtigten Spartiaten. Diese waren vermutlich alle männlichen Einwohner der Polis Sparta, die über einen gewissen Landbesitz verfügten. Ursprünglich sollte dem Volk die politische Entscheidungsgewalt zustehen, welche ihr aber von der Gerusia aberkannt werden konnte.
In späterer Zeit kam zusätzlich das Ephorat auf, ein Gremium aus fünf Beamten (Ephoren), das die Könige kontrollieren sollte. Jeder Spartiat konnte zum Ephor gewählt werden, jedoch immer nur für ein Jahr und nur für eine Amtszeit. Anfangs nur mit geringeren Aufgaben wie der Kindererziehung betreut, verschafften sich die Ephoren mit der Zeit immer mehr Einfluss, so dass sie in späterer Zeit sogar Könige absetzen konnten. Das Ephorat soll eine demokratische Institution gewesen sein, da sie jedem Bürger offenstand, effektiv war die Möglichkeit einer breiten Masse, sich dadurch an den politischen Geschehnissen zu beteiligen, aber eher gering.

### Isolation
Möglichste Gleichheit der Bürger, kriegerische Tüchtigkeit und ausschließliches Interesse derselben für Macht und Ruhm des Staats hervorzubringen, war der Zweck der Lykurgischen Gesetzgebung. Der Spartiate gehörte nicht sich, sondern dem Staat an; daher war das Leben fast zur Gänze öffentlich: Jagden, Leibesübungen, Teilnahme an den Volksversammlungen, an Opfern und feierlichen Chören, Zuschauen bei den gymnastischen Spielen der Jugend und dergleichen füllten, wenn nicht Krieg war, die Zeit des Tags aus. Gewerbe und Künste, Schifffahrt und Handel zu treiben, galt eines Spartiaten für unwürdig. Bereicherung durch Handel war durch das Gesetz, bloß eiserner Münzen sich zu bedienen, ausgeschlossen. Diese Münzen waren angeblich so schwer und so hässlich, dass kein Kaufmann viele von ihnen zu tragen vermochte oder wollte. Der weitaus wichtigere Effekt des Handelsverbotes war die stärkere Isolation Spartas, die daraus resultierte.
Damit nicht von außen Gefährliches sich einschleiche, durfte kein Spartaner ohne ausdrückliche Erlaubnis ins Ausland reisen. Dies war neben Feigheit im Kampfe als Infragestellen der lebenserhaltenden Ordnung das höchste Verbrechen und wurde mit dem Tode bestraft. Fremde wurden nur eingelassen, wenn sie mit den Behörden zu verhandeln hatten, und durften nicht länger als nötig verweilen.

### Kontrolle über den Alltag
Der Staat wachte über Einfachheit in dem Bau und der Einrichtung der Häuser, über die Kleidung, über die Zucht der Frauen, selbst über die Musik. Sinn der Bestimmung war, die Bevölkerung auf das Überleben fokussiert zu halten und eine Verweichlichung zu verhindern. So durften die Haustüren, die als Statussymbol gerne repräsentativ geschmückt wurden, fortan nur noch mit Äxten hergestellt werden. Im Laufe der Zeit lernten die Spartiaten jedoch, diese Vorschriften auszuhöhlen und sammelten beispielsweise hinter einer primitiven Haustür ihre Schätze an.
Auch die Erziehung war durchaus Sache des Staats, öffentlich und gemeinschaftlich und bildete ein künstlich gegliedertes System; ihr vorherrschender Zweck war körperliche Kräftigung und Abhärtung, auch bei der weiblichen Jugend, und Gewöhnung an streng militärischen Gehorsam. Durch Übung in der Kürze des Ausdrucks (Lakonismus) gewann der junge Spartiate jene Intensität und Sammlung des Geistes, jene gedrungene und kernige Persönlichkeit, die ihn auszeichnete; durch Erlernung dorischer Nationallieder wurde Begeisterung für das Vaterland geweckt. 
Die Männer mussten sich in Gruppen zu je ca. 15 Personen zu gemeinsamen einfachen Mahlzeiten (Pheiditien oder Syssitien) vereinigen. Da diese Gruppen in der Regel auch im Krieg in denselben Einheiten kämpften, diente dies nicht nur dazu, jeden Luxus im Essen zu verhindern, sondern  auch zur Stärkung der Kampfmoral.  Die Ehe war geboten, und es fand öffentliche Anklage statt gegen die, welche gar nicht, spät oder unpassend sich verehelichten. Eine kinderlose Ehe wurde gar nicht als solche angesehen, sondern ihre Auflösung vom Staat verlangt. 
Missgestaltete und schwächliche Kinder wurden, nachdem sie den Ältesten des Geschlechts vorgezeigt worden waren, in den Schluchten des Taygetos ausgesetzt, das heißt als Periökenkinder erzogen, während Kinder von Periöken und Heloten, wenn sie spartiatische Erziehung genossen und von einem Spartiaten adoptiert waren, mit Erlaubnis der Könige in die Doriergemeinde aufgenommen werden konnten, man nannte sie Mothakes.
Heiratspolitik war ebenfalls geregelt, obwohl die Literatur sich in dieser Frage nicht einig ist. Teilweise scheinen die Eltern die Ehen für die Kinder besiegelt zu haben, teilweise wurden die Bräute in an Kampfspielen angelehnten Traditionen „geraubt“. Andere sprechen sogar von dunklen Zimmern, in denen sich eine große Schar von Heiratswilligen aufhielt und, von Identität und Hintergedanken befreit, rein aufgrund der Physis zueinander fand. Die Heirat von Halbgeschwistern war erlaubt.